# Mesosfera

Capas de la atmósfera.

En meteorología se denomina mesosfera o mesósfera a la parte de la atmósfera terrestre situada por encima de la estratosfera y por debajo de la termosfera. Es la capa de la atmósfera en la que la temperatura va disminuyendo a medida que se aumenta la altura, hasta llegar a unos −80 °C a los 80 kilómetros aproximadamente. Se extiende desde la estratopausa (zona de contacto entre la estratosfera y la mesosfera). La mesosfera es la tercera capa y la más fría de la atmósfera.
Contiene solo cerca del 0,1 % de la masa total del aire. Es importante por la ionización y las reacciones químicas que ocurren en ella. La baja densidad del aire en la mesosfera determinan la formación de turbulencias y ondas atmosféricas que actúan a escalas espaciales y temporales muy grandes. La mesosfera es la región donde las naves espaciales que vuelven a la Tierra empiezan a notar la estructura de los vientos de fondo, y no solo el freno aerodinámico. También en esta capa se observan las estrellas fugaces que son meteoroides que se han desintegrado en la termosfera.
En ella se desintegran los meteoritos que se dirigen a la tierra provocando destellos de luz llamados estrellas fugaces.
Debido a que la mesosfera se encuentra por encima de la altitud máxima de globos y aviones, pero demasiado baja para los satélites artificiales, solo puede estudiarse con cohetes sonda durante tiempo limitado. Por esta razón, es la zona peor entendida de la atmósfera y entre los científicos ha dado lugar al apodo humorístico ignorosfera.